# Liste der Monuments historiques in Saint-André-de-la-Roche
Die Liste der Monuments historiques in Saint-André-de-la-Roche führt die Monuments historiques in der französischen Gemeinde Saint-André-de-la-Roche auf.

## Liste der Bauwerke
| Bezeichnung | Beschreibung                                     | Standort | Kennzeichnung | Schutzstatus   | Datum | Bild |
| ----------- | ------------------------------------------------ | -------- | ------------- | -------------- | ----- | ---- |
| Schloss     | Erbaut in der ersten Hälfte des 18. Jahrhunderts | (Lage)   | PA00080830    | Classé Inscrit | 1975  |      |